# Jakow Okun
Jakow Okun (russisch Яков Окунь, engl. Transkription Yakov Okun, * 4. Juni 1972 in Moskau) ist ein russischer Jazzmusiker (Piano, auch E-Piano, Keyboard, Komposition).

## Leben und Wirken
Okun ist Sohn des Jazzpianisten Michail Okun und erhielt zunächst eine klassische Klavierausbildung. Er besuchte das Gnessin-Institut Moskau (Abschluss 1992) und arbeitete ab den 1990er-Jahren mit Alex Rostotsky, Viktor Epaneschnikow, Igor Bril, Wladimir Danilin, German Lukjanow und Alexander Pitschikow, außerdem mit in Russland gastierenden Musikern wie James Spaulding, Donny McCaslin, Lew Tabackin, Larry Schneider, Gary Smulyan, Craig Handy, Jeremy Pelt, Giacomo Gates und Joe Farnsworth. Er leitet das MosGorTrio, mit Makar Novikov (Kontrabass) und Alexander Mashin (Schlagzeug), mit dem er das Album Falling in Love Again einspielte. Bei einem weiteren New-York-Aufenthalt entstand mit Ben Street und Billy Drummond 2010 das Trioalbum New York Encounter (Criss Cross Jazz), für das er auch komponierte. Im Bereich des Jazz war er zwischen 1995 und 2010 an 18 Aufnahmesessions beteiligt.  Okun lebt in Moskau.
Der Jazzkritiker Tedd Panken bezeichnet Okun als eine „bedeutende Stimme im russischen Jazz seit Mitte der 90er“.

## Diskographische Hinweise
- Vladimir Danilin / Alexei Kuznetsov / Alex Rostotsky mit Jacov Okun und Eduard Zizak: Once I Loved (Boheme Music, 1998)
- Alex Rostotsky/Yuri Parfenov: Oriental Impress (2000)